# Justin Danforth
Justin Danforth (ur. 15 marca 1993 w Oshawa) – kanadyjski hokeista, reprezentant Kanady.

## Kariera
- Oshawa Generals U18 AAA (2009/2010)
- Cobourg Cougars (2009-2013)
- Sacred Heart Pioneers (2013-2017)
- Reading Royals (2016/2017)
- Bridgeport Sound Tigers (2016/2017)
- Rochester Americans (2016/2017, 2017/2018)
- Cincinnati Cyclones (2017-2018)
- Lukko (2018-2020)
- Witiaź Podolsk (2020-2021)
- Columbus Blue Jackets (2021-)

Wychowanek klubu Oshawa MHA w rodzinnym mieście. Przez cztery sezony występował w kanadyjskich rozgrywkach juniorskich Ontario Junior Hockey League (OJHL). Następnie od 2013 przez cztery latach grał w drużynie uczelnianej amerykańskiego rzymskokatolickiego Sacred Heart University w rozgrywkach akademickich NCAA. Pod koniec ostatniego z sezonów, w marcu 2013 przeszedł do drużyny Reading Royals w rozgrywkach ECHL, a wkrótce potem przekazany do 	Bridgeport Sound Tigers w AHL oraz do Rochester Americans, także w AHL. W ostatnim z tych klubów w maju 2017 przedłużył kontrakt. W jego barwach grał w edycji AHL 2017/2018, a równolegle także w zespole w ECHL. W maju 2018 został zawodnikiem fińskiego klubu Rauman Lukko w rozgrywkach Liiga. W lutym 2019 przedłużył kontrakt o rok. Po dwóch rozegranych tam sezonach w maju 2020 przeszedł do rosyjskiego klubu Witiaź Podolsk w rozgrywkach KHL. Z końcem kwietnia 2021 odszedł z klubu. Od maja zawodnik Columbus Blue Jackets w NHL, związany rocznym kontraktem.
W barwach kadry juniorskiej Kanady Wschód uczestniczył w turniejach World Junior A Challenge edycji 2012, 2013. Grając już w Europie, z zespołem Team Canada brał udział w turnieju o Puchar Spenglera edycji 2019. W kadrze seniorskiej Kanady uczestniczył w turnieju mistrzostw świata edycji 2021.

## Sukcesy
Reprezentacyjne
- Złoty medal mistrzostw świata: 2021

Klubowe
- Puchar Spenglera: 2019 z Team Canada

Indywidualne
- OJHL (2012/2013):
  - Drugi skład gwiazd
- NCAA AHA (2013/2014):
  - Skład gwiazd pierwszoroczniaków
  - Najlepszy pierwszoroczniak sezonu[10]
- NCAA AHA (2015/2016):
  - Drugi gwiazd konferencji
- NCAA AHA (2016/2017):
  - Pierwszy skład gwiazd
- ECHL (2017/2018):
  - Mecz Gwiazd ECHL
  - Skład gwiazd pierwszoroczniaków[11]
  - Drugi skład gwiazd[12]
- Liiga (2018/2019):
  - Piąte miejsce w klasyfikacji asystentów w sezonie zasadniczym: 34 asysty[13]
  - Piąte miejsce w klasyfikacji kanadyjskiej w sezonie zasadniczym: 52 punkty[14]
  - Skład gwiazd sezonu (środkowy)
- Liiga (2019/2020):
  - Drugie miejsce w klasyfikacji strzelców w sezonie zasadniczym: 27 goli[15]
  - Czwarte miejsce w klasyfikacji asystentów w sezonie zasadniczym: 33 asysty[16]
  - Pierwsze miejsce w klasyfikacji kanadyjskiej w sezonie zasadniczym: 60 punktów[17] (Trofeum Veliego-Pekki Ketoli)[18]
  - Szóste miejsce w klasyfikacji +/- w sezonie zasadniczym: +26[19]
  - Najlepszy zawodnik w sezonie zasadniczym (Trofeum Lassego Oksanena)[20][21]
  - Kultainen kypärä (Złoty Kask) – najlepszy zawodnik całego sezonu (w głosowaniu graczy ligi)[22]
  - Skład gwiazd sezonu (środkowy)[23]
- KHL (2020/2021):
  - Najlepszy napastnik miesiąca – październik 2020[24]